# Suma e. V.
Suma e. V. (eigene Schreibweise: SUMA-EV) ist ein eingetragener Verein mit Sitz in Hannover. Vereinszweck ist u. a. der Betrieb der Metasuchmaschine MetaGer. Geschäftsführendes Vorstandsmitglied ist seit 1. Februar 2019 Dominik Hebeler; geschäftsführender Vorstand bis 31. Januar 2019 war Vereinsgründer Wolfgang Sander-Beuermann.

## Organisation

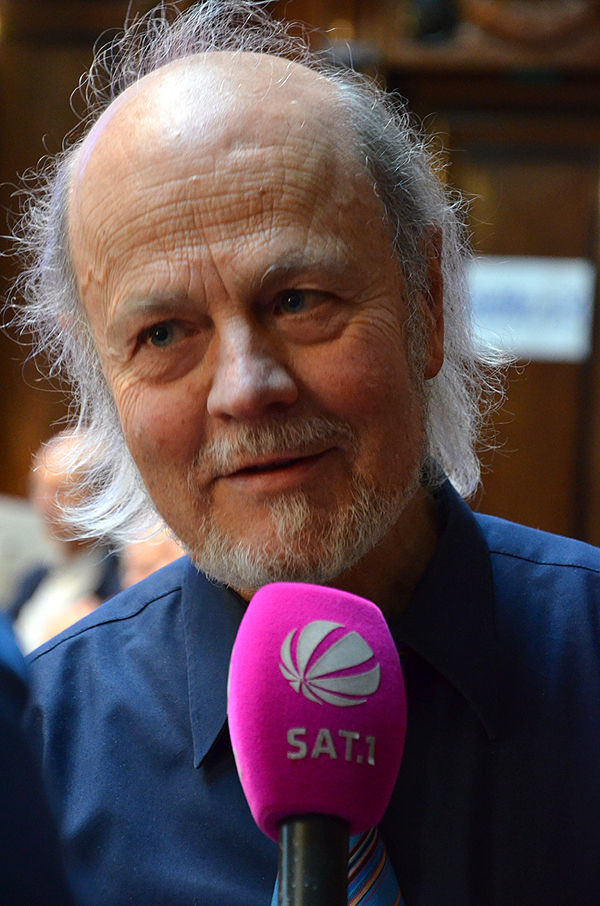
Vereinsgründer Wolfgang Sander-Beuermann 2014 beim SUMA-Kongress & Award „Wege aus der Überwachungskatastrophe“ im Neuen Rathaus von Hannover

Der Verein, der am 5. Juli 2004 in Hannover gegründet wurde, führte zunächst diesen Namen: Gemeinnütziger Verein zur Förderung der Suchmaschinen-Technologie und des freien Wissenszugangs, SuMa-eV. Nach einer Umbenennung im Jahr 2009 trägt der gemeinnützige Verein den Namen SUMA-EV – Verein für freien Wissenszugang. Zu seinen Gründungsmitgliedern gehörten u. a. Wolfgang Sander-Beuermann (seinerzeit Regionales Rechenzentrum für Niedersachsen), Karlheinz Brandenburg (Technische Universität Ilmenau), Wolfgang Ertmer (Universität Hannover) und Rainer Appelt (Neue Medien Landeshauptstadt Hannover / Bundesverband Deutscher Internet Portale, BDIP).
Vorstandsmitglieder sind Dominik Hebeler, Carsten Riel und Manuela Branz.

## Ziele
Der Verein will einen Beitrag leisten, dass das digitale Wissen der Welt ohne Bevormundung durch Staaten oder Konzerne frei zugänglich bleibt. Hierfür werden in den Leitlinien folgende Ziele deklariert:
1. Auffindbarkeit und Erreichbarkeit von Wissen
2. Zugriff auf Wissen unter Wahrung der informationellen Selbstbestimmung und des Schutzes vor Kriminalität
3. Transparenz der Wissensbewertung und Darstellung
4. Pluralismus des Wissenszugangs
5. Förderung der Informationskompetenz.

Der Verein ist Mitinitiator der Initiative bzw. des Konzeptes Open-Web-Index (OWI) zur Schaffung eines unabhängigen Index als Basis für Angebote im Internet, wie zum Beispiel Kartendienste, Suchmaschinen oder Vergleichsdienste.

## Aktivitäten des Vereins

### Förderung nichtkommerzieller Suchmaschinen

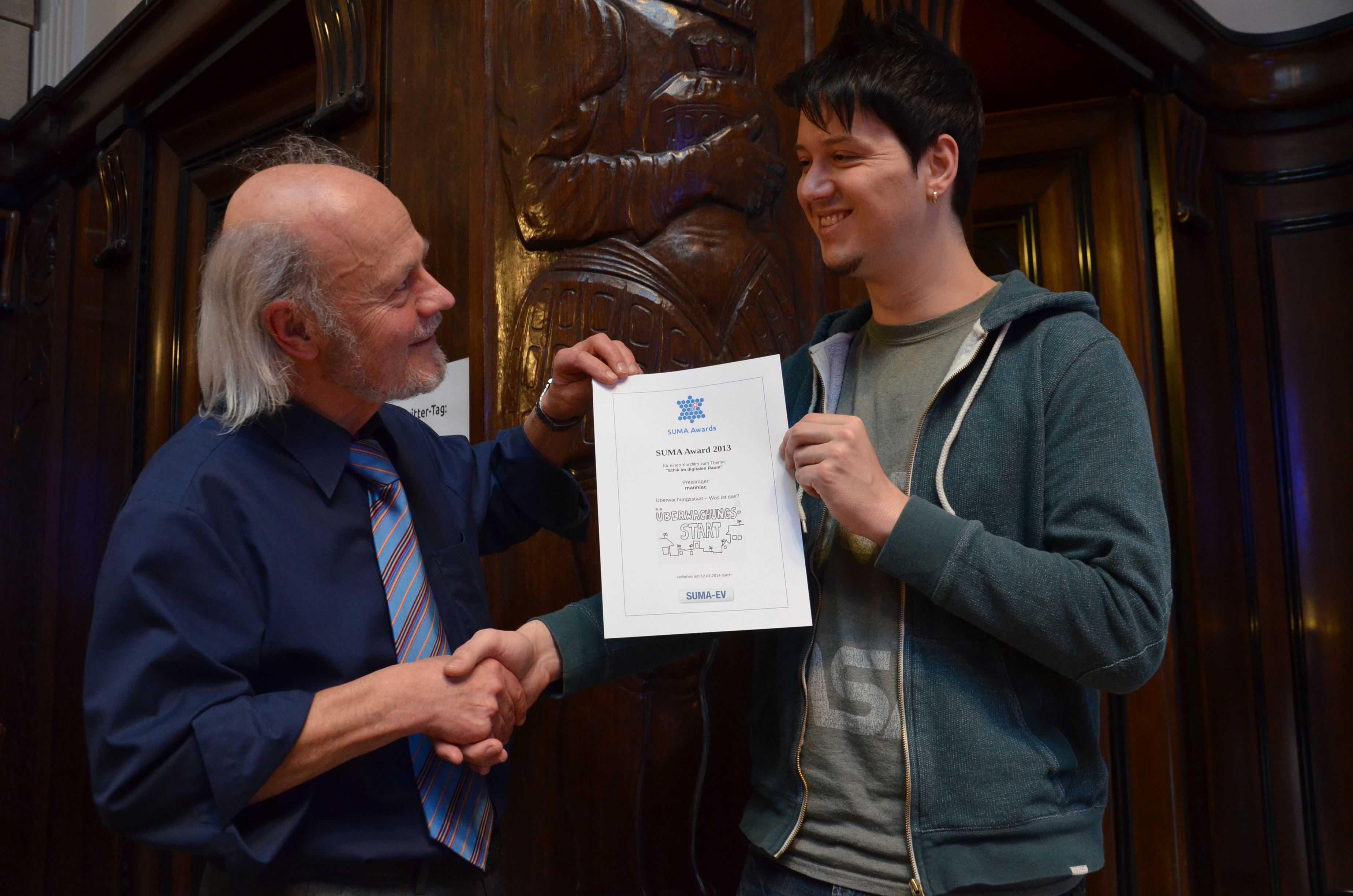
SUMA Award 2013 zum Thema „Ethik im digitalen Raum“: Wolfgang Sander-Beuermann (links) und Preisträger Manniac mit der Urkunde für einen Kurzfilm

Zur Realisierung dieser Ziele betreibt der Verein in Zusammenarbeit mit der Universität Hannover die Suchmaschine MetaGer. Außerdem fördert Suma e. V. die Entwicklung weiterer spezieller Suchmaschinen. Jedes Jahr wird zumeist ein Fachkongress ausgerichtet.

### Linux-Umsteiger-Beratung
Im Zusammenhang mit der Aufdeckung des Überwachungsprogramms PRISM durch den ehemaligen CIA- und NSA-Mitarbeiter und Whistleblower Edward Snowden berichtete der private Fernsehsender SAT. 1 in seinem Magazin 17:30 Sat.1 im Juni 2013 über die von Suma kostenlos angebotene Beratung zum Umstieg auf das Betriebssystem Linux.

### SUMA Kongress
Der Verein veranstaltet etwa jährlich seinen Kongress, bei dem vor allem mit Suchmaschinen und dem Internet verbundene gesellschaftliche Fragen vorgetragen und diskutiert werden.

### Suma Awards / Stipendien
Zur Förderung seiner Ziele verleiht der Verein seit 2007 jährlich den Suma Award. Seit 2018 werden diese Awards als Stipendien an Studierende deutscher Universitäten und Hochschulen vergeben, die eine wissenschaftliche Arbeit für die Entwicklung der Suchmaschinen-Technologie und der Förderung des freien Wissenszugangs anfertigen und generelle Bedeutung haben oder gewinnen können.

## Finanzierung
Der Verein finanziert sich über die Mitgliedsbeiträge, Geldspenden, Spendenanteile bei Onlineeinkäufen und Werbelinks.